# Wpust pryzmatyczny

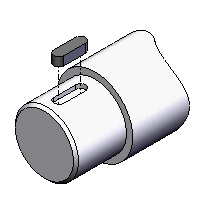
Wpust pryzmatyczny zaokrąglony pełny (typ A)

Wpust pryzmatyczny – element połączenia wpustowego, służący do połączenia piasty z wałem. To najczęściej stosowane wpusty, używane zarówno w złączach walcowych jak i stożkowych. Wykonuje się je ze stali o minimalnej wytrzymałości na rozciąganie {\displaystyle R_{m}=590MPa}. 
Wyróżnia się dziesięć postaci wpustów pryzmatycznych:
- zaokrąglone pełne (A)
- ścięte pełne (B)
- zaokrąglone jednootworowe (C)
- ścięte jednootworowe (D)
- zaokrąglone dwuotworowe (E)
- ścięte dwuotworowe (F)
- pełne zaokrąglone jednostronnie (AB)
- zaokrąglone pełne wciskowe (AW)
- zaokrąglone dwuotworowe wciskowe (EW)
- ścięte dwuotworowe wciskowe (FW)

## Normalizacja
Wymiary wpustów pryzmatycznych, jak i rowków pod nie, są zawarte m.in. w:
- PN-70/M-85005[1][3]
- DIN 6885

Według polskiej normy wpusty powinno się oznaczać poprzez podanie typu wpustu oraz wymiarów: szerokości b, wysokości h i długości l  rozdzielonych znakiem x np.: 